# Uiútne (Saki)
|  | Per a altres significats, vegeu «Uiútnoie». |

Uiútne (en (ucraïnès): Уютне, en rus: Уютное, Uiútnoie) és un poble de la República Autònoma de Crimea a Ucraïna, que el 2021 tenia 4.980 habitants. Pertany al districte rural de Saki.